# Xavier Montsalvatge
Xavier Montsalvatge i Bassols (Gerona, 11 marzo 1912 – Barcellona, 7 maggio 2002) è stato un compositore e critico musicale spagnolo.
Professore al conservatorio di Barcellona, è stato autore di opere liriche, balletti, lavori sinfonici, corali e da camera, molti dei quali si ispirano al folklore catalano, oltre a numerosi lavori per il cinema e la televisione.

## Opere
Autore di numerose opere che hanno coperto molti generi musicali:
- Cinco canciones negras, per soprano e orchestra (1945-1946), a cui deve la sua fama internazionale;
- Sinfonía Mediterránea (1948);
- Sonatine pour Yyette (1961);
- Desintegración morfológica de la Chacona de Bach (1962);
- Babel 46 (1967);
- Laberinto (1970);
- Homenaje a Manolo Hugué (1971);
- Serenata a Lydia de Cadaqués (1971);
- Reflexions-obertura (1975);
- Concert capriccio per arpa e orchestra (1975);
- Fantasía per arpa e chitarra (1983);
- Sinfonía de réquiem (1985).

## Premi e onorificenze
- Premio Felipe Pedrell (1936)
- Premio Nacional de Música (1985)

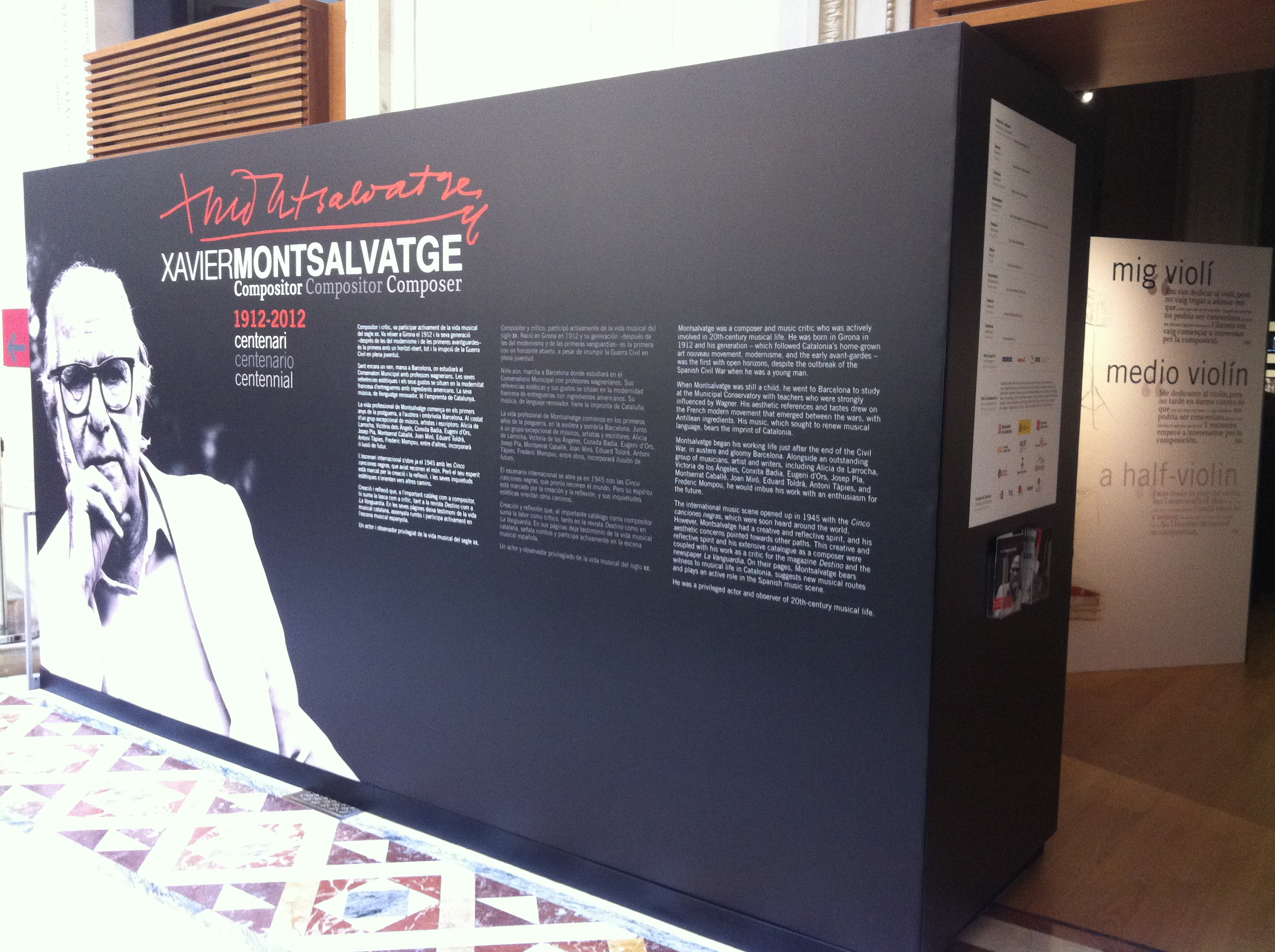
Mostra per il centenario della nascita, al Palau Robert di Barcellona

- Premio Iberoamericano de la Música Tomás Luis de Victoria (1998)
- Medalla d'Or de la Generalitat de Catalunya (1999)
- Membro della Academia de Bellas Artes de San Jorge di Barcellona, corrispondente della Real Academia de Bellas Artes de San Fernando, dal 1965.
- Membro della Society Frederic Chopin di Varsavia.
- Finalista del premio Príncipe de Asturias de las Artes (1996).
- Membro onorario della Real Academia de Bellas Artes de San Fernando (25 novembre 1997).
- Fu nominato per il Premio Goya per il film Dragón Rapide (1987).